# Трубачево (Шегарский район)
Тру́бачево — село в Шегарском районе Томской области России. Является административным центром Тру́бачевского сельского поселения.

## История
Село было основано в 1626 году (по другим данным — в 1664 году). Название села восходит к фамилии одного из основателей — казака Трубачева. В «Списке населённых мест Российской империи» 1868 года издания населённый пункт упомянут как казённая деревня Большая Трубачева Томского округа (4-го участка) при озере Гогольковом, расположенная в 65 верстах от губернского города Томска. В деревне имелось 55 дворов и проживало 496 человек (264 мужчины и 232 женщины).

В 1911 году в селе Больше-Трубочевское, относившемся к Богородской волости Томского уезда, имелось 169 дворов и проживало 822 человека (412 мужчин и 410 женщин). Действовали церковь Св. Фрола и Лавра, сельское училище, лечебница, резиденция врача, хлебозапасный магазин, две мукомольные мельницы, две торговые лавки и маслодельный завод.

По данным 1926 года в селе Трубачево имелось 236 хозяйств и проживало 1103 человека (в основном — русские). Функционировала школа I ступени. В административном отношении село являлось центром сельсовета Богородского района Томского округа Сибирского края.

## География
Село находится в южной части Томской области, в пределах юго-восточной части Западно-Сибирской равнины, в левобережье Оби, на западном берегу Жаркова озера, на расстоянии примерно 13 километров (по прямой) к северо-востоку от села Мельниково, административного центра района. Абсолютная высота — 95 метров над уровнем моря.

### Часовой пояс
Село Трубачево, как и вся Томская область, находится в часовой зоне МСК+4. Смещение применяемого времени относительно UTC составляет +7:00.

## Население
| 1926 | 2002 | 2010 | 2012 | 2013 | 2014 | 2015 |
| ---- | ---- | ---- | ---- | ---- | ---- | ---- |
| 1103 | ↘701 | ↘649 | ↘620 | ↘619 | ↗624 | ↘622 |
| 2021 |      |      |      |      |      |      |
| ↘618 |      |      |      |      |      |      |

Гендерный состав
По данным Всероссийской переписи населения 2010 года в гендерной структуре населения мужчины составляли 48,84 %, женщины — соответственно 51,16 %.
Национальный состав
Согласно результатам переписи 2002 года, в национальной структуре населения русские составляли 95 %.

## Инфраструктура
В селе функционируют средняя общеобразовательная школа, дом культуры, библиотека, отделение общей врачебной практики и отделение Почты России.

## Улицы
Уличная сеть села состоит из 11 улиц.